# Dendrocerus amamensis
Dendrocerus amamensis är en stekelart som beskrevs av Hajimu Takada 1974. Dendrocerus amamensis ingår i släktet Dendrocerus och familjen trefåresteklar. Inga underarter finns listade i Catalogue of Life.